# 跳出我天地
是一部由史提芬·多爾執導，李·賀編劇的2000年英國電影。
2004年，《Total Film》電影雜誌選出《跳出我天地》為英國史上最偉大電影排名第39位。
電影改編成舞台音樂劇，並於2005年5月在倫敦維多利亞剧院公演。《每日電訊報》讚譽該劇為「英國最偉大的音樂劇」。

## 剧情
故事講述在1984-1985年英國礦工大罷工時，一個12歲的英格蘭北方男孩比利·艾略特（ 飾演），他熱愛舞蹈，希望能成為一個芭蕾舞蹈家。比利和他喪偶的父親傑基（蓋瑞·路易斯 飾演）、哥哥東尼（傑米·德拉文 飾演），還有他得了輕度老人痴呆的奶奶（珍·海伍德 飾演）一起居住。
父親傑基希望比利學拳擊，希望比利可以成為像他一樣的拳擊手，不過比利很討厭這類的運動，在看到芭蕾舞後，他為芭蕾舞所吸引，而改學芭蕾。後來拳擊教練告訴傑基比利時常缺席，才讓傑基知道比利學芭蕾舞的事情。傑基反對比利學芭蕾舞，不過熱愛舞蹈的比利，就祕密地在舞蹈老師喬治娜·威爾金森（茱莉·華特斯 飾演）偷偷的訓練和幫助之下，在芭蕾舞方面終於有了進步。看比利如何從小小的礦工之子，成為偉大的芭蕾舞者。

## 登場人物
- 傑米·貝爾 飾演 比利·艾略特（Billy Elliot）
- 茱莉·華特絲 飾演 喬治娜·威爾金森（Georgia Wilkinson）
- 蓋瑞·路易斯 飾演 傑基·艾略特（Jackie Elliot）
- 傑米·德拉文 飾演 東尼·艾略特（Tony Elliot）
- 珍·海伍德 飾演 奶奶（Grandma）
- 史圖亞特·威爾斯 飾演 麥可·卡福瑞（Michael Caffrey）
- 妮可拉·布萊克威爾 飾演 黛比·威爾金森（Debbie Wilkinson）
- 柯林·麥克拉克倫 飾演 湯姆·威爾金森（Tom Wilkinson）
- 比利·范恩 飾演 布萊斯威特先生（Mr. Braithwaite）
- 珍寧·布里克特 飾演 珍妮·艾略特（Jenny Elliot）
- 亞當·庫珀 飾演 25歲的比利·艾略特（Billy Elliot）
- 梅林·歐文 飾演 25歲的麥可·卡福瑞（Michael Caffrey）
- 史蒂芬·曼根 飾演 克萊因醫生（Dr Crane）

## 配乐
1. "Cosmic Dancer" - T. Rex
2. Boys Play Football
3. "Get It On (Bang a Gong)" - T. Rex
4. Mother's Letter
5. "I Believe" - Stephen Gately
6. "Town Called Malice" - The Jam
7. Sun Will Come Out
8. "I Love to Boogie" - T. Rex
9. "Burning Up" - Eagle-Eye Cherry
10. Royal Ballet School
11. "London Calling" - The Clash
12. "Children of the Revolution" - T. Rex
13. Audition Panel
14. "Shout to the Top!" - The Style Council
15. "Walls Come Tumbling Down" - The Style Council
16. "Ride a White Swan" - T. Rex

## 奖项
英国独立电影奖
- 最佳影片
- 最佳导演
- 最佳新人-Jamie Bell
- 最佳编剧
- 最佳女主角提名-Julie Walters

奥斯卡奖
- 最佳导演提名
- 最佳原创剧本提名
- 最佳女配角提名

英国电影学院奖
- 最佳英国电影奖
- 最佳男主角奖-Jamie Bell
- 最佳女配角奖-Julie Walters

金球奖
- 最佳剧情片提名

## 外部連結
- 官方網站 （页面存档备份，存于）
- 互联网电影数据库（IMDb）上《跳出我天地》的资料（英文）